# Philibert Dugny de Courgengoux
Philibert Dugny de Courgenoux, mort le 30 septembre 1557 à Saint-Denis-de-Vaux, est un évêque français du XVIe siècle. 

## Biographie
Philibert Dugny, est fils de Philippe Dugny et de Margueritte de Barbezières.Il est abbé commendataire de l'abbaye de Flavigny et prieur de Saint-Vivant. En 1550, il permute son abbaye et prieuré pour l'évêché d'Autun avec le cardinal de Ferrare. Son clergé a peu d'estime pour lui, notamment du fait qu'il donne des permissions de prêcher dans l'église de Saint-Nazaire sans consulter le chapitre et des démarches qu'il fait de vendre les bois de l'évêché.